# Belleville (Nouvelle-Écosse)
Pour les articles homonymes, voir Belleville.
Belleville est une localité canadienne située dans le district municipal d'Argyle dans le comté de Yarmouth au sud-ouest de la Nouvelle-Écosse.
Dans un environnement anglophone, s'y trouve une communauté acadienne avec une école francophone.